# الوكالة الوطنية للمحافظة العقارية والمسح العقاري والخرائطية (المغرب)
الوكالة الوطنية للمحافظة العقارية والمسح العقاري والخرائطية (تُسمى إختصاراً بـ ANCFCC) هي مؤسسة عمومية في المغرب، متخصصة في التحفيظ والمسح العقاري والخرائطية، وتتوفر على العديد من الفروع في مختلف المدن المغربية.

## المهام
حسب القانون رقم 58.00 القاضي بإحداث الوكالة الوطنية للمحافظة العقارية والمسح العقاري والخرائطية. تمارس هذه الوكالة لحساب الدولة، الإختصاصات التالية:
- تحفيظ الأملاك العقارية
- إشهار الحقوق العينية والتحملات العقارية المنصبة على الأملاك المحفظة أو التي في طور التحفيظ والمحافظة عليها
- حفظ الربائد والوثائق العقارية وتزويد العموم بالمعلومات المضمنة بها
- إنجاز تصاميم المسح العقاري في إطار التحفيظ العقاري
- إنجاز وثائق المسح الوطني وحفظها
- إنجاز الخريطة الطوبوغرافية للمملكة بجميع مقاييسها و مراجعتها
- إنجاز أشغال البنية الأساسية المتعلقة بالشبكة الجيوديزية وقياس الإرتفاع
- تنسيق الوثائق الطبوغرافية والفوطغراميترية المنجزة من طرف الإدارات والجماعات المحلية والمؤسسات العمومية وتجميعها وحفظها
- جمع وحفظ المعلومات المتعلقة بالأراضي العارية المملوكة للدولة والأحباس العمومية والكيش والجماعات السلالية والمحلية والمؤسسات العمومية الواقعة داخل مدارات الجماعات الحضرية والمراكز المحددة وكذا داخل المناطق المحيطة بها، وذلك بتنسيق مع الإدارات والمؤسسات المعنية

يجوز كذالك للوكالة الوطنية للمحافظة العقارية والمسح العقاري والخرائطية أن تمارس المهام التالية في الميادين المخولة لها بمقتضى هذا القانون:
- إنجاز الخرائط المبحثية
- التكوين الأساسي والمستمر للمستخدمين
- إنجاز أشغال البحث والتطوير المتعلقة بمهامها، مع كل المعلومات المفيدة لنشاطها ونشرها

كما يجوز لها أن تمارس، عند الضرورة، المهام التالية مع مراعاة مقتضيات و أحكام القانون رقم 30.93:
- إنجاز الدراسات وتقديم المساعدة التقنية والقانونية المتعلقة بمهامها لفائدة الإدارات والمؤسسات العمومية والجماعات المحلية وكل من يطلب ذلك
- المساهمة في الدراسات وتطبيق التدابير المتعلقة بالهياكل العقارية للاستغلاليات الفلاحية
- المساهمة مع الوزارات المعنية في إنجاز وثائق متعلقة بإعداد التراب الوطني
- المساهمة مع الإدارات المعنية في العمل الحكومي المتعلق بميدان التهيئة العمرانية